# Afroman

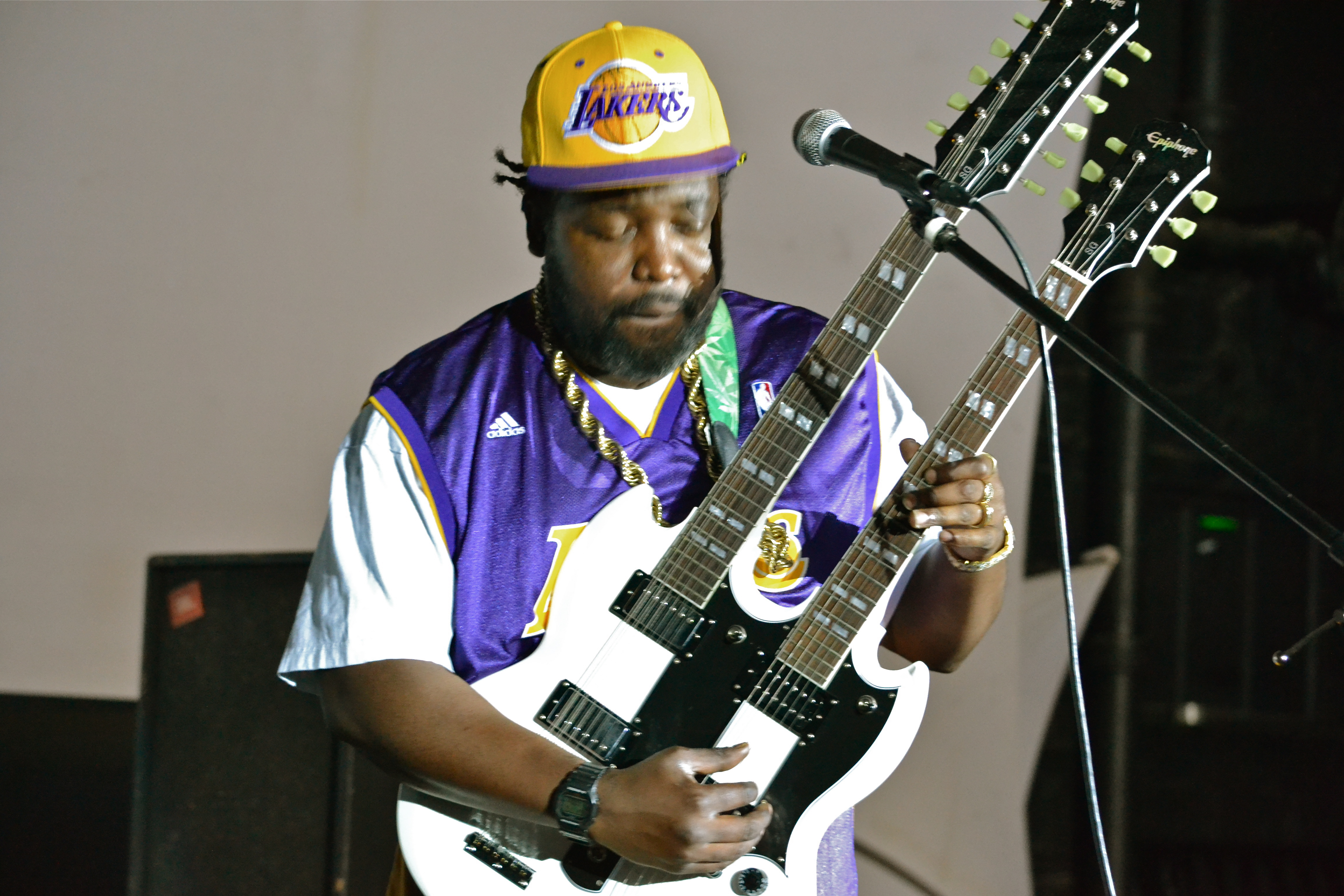
Afroman bei einem Konzert (2011)

Afroman (* 28. Juli 1974 in Palmdale, Kalifornien; eigentlich Joseph Foreman) ist ein US-amerikanischer Rapper, Sänger und Songwriter. 2001 landete er mit der Single Because I Got High einen internationalen Nummer-eins-Hit.

## Biografie
Joseph Foreman betätigte sich bereits zu seinen Schulzeiten als Musiker und Rapper. Er verteilte seine zu Hause aufgenommenen Kassetten an seine Mitschüler.
1999 erschien Afromans erstes Album, My Fro-losophy. Kurze Zeit später zog er von Palmdale, Kalifornien, nach Hattiesburg, Mississippi. 2000 erschien das zweite Album, Because I Got High. Zu diesem Zeitpunkt verkaufte der Rapper seine Tonträger noch immer fast ausschließlich auf seinen Konzerten.
In der Online-Musikbörse Napster fand der Song Because I Got High 2001 große Verbreitung. Schließlich wurde der Radio-DJ Howard Stern darauf aufmerksam. Er spielte den Song in seiner Show, was wiederum Universal Music dazu veranlasste, Foreman alias Afroman unter Vertrag zu nehmen. Das Musikvideo zu Because I Got High drehte der Regisseur Kevin Smith, der darin auch seine Figuren Jay und Silent Bob auftreten ließ. Zudem verwendete er das Lied im Film Jay und Silent Bob schlagen zurück. Der Song entwickelte sich zum internationalen Hit und stieg in mehreren Ländern, darunter Deutschland und Österreich, bis auf Platz 1 der Charts.
Afroman gilt als One-Hit-Wonder; an den immensen Erfolg von Because I Got High konnte der Rapper nicht mehr anknüpfen. Er veröffentlicht bis heute regelmäßig Platten, etwa Afroholic… The Even Better Times (2004), Drunk 'n' High (2006) und Frobama – Head of State (2009).
Im Zuge der Legalisierungswelle Marihuanas in diversen US-amerikanischen Bundesstaaten veröffentlichte er 2014 mit dem Unternehmen Weedmaps einen positiv gestimmten Remix von Because I Got High (Positive Remix).
2022 durchsuchten lokale Polizeien das Anwesen Foremans in Adams County, Ohio, wobei das Gartentor und eine Haustür beschädigt wurden. Die Beschuldigungen des Drogenhandels und der Freiheitsberaubung seien inzwischen fallengelassen worden. Der Rapper beschuldigte die Polizei, beschlagnahmtes Geld in Höhe von 400 US-Dollar einbehalten zu haben und veröffentlichte daraufhin zum Jahreswechsel 2023 das Musikvideo Will You Help Me Repair My Door, das die Razzia durch Aufnahmen diverser Überwachungskameras zeigt.

## Diskografie

### Studioalben
- 1998: My Fro-losophy
- 2000: Because I Got High
- 2000: Sell Your Dope
- 2001: The Good Times
- 2004: Afroholic...The Even Better Times
- 2004: Jobe Bells
- 2004: 4R0:20
- 2004: The Hungry Hustlerz: Starvation Is Motivation
- 2006: Drunk ’n’ High
- 2006: A Colt 45 Christmas
- 2008: Waiting to Inhale
- 2008: Frobama Head of State
- 2013: Marijuana Music
- 2014: The Fro Rider
- 2016: Happy To Be Alive
- 2017: Cold Fro-T-5 And Two Frigg Fraggs
- 2020: Save a Cadillac, Ride a Homeboy
- 2022: Lemon Pound Cake

### Livealben
- 2008: Greatest Hitz Live

### Mixtapes
- 2011: Save a Cadillac, Ride a Homeboy
- 2011: Fro Jams
- 2011: The Prodigal Son
- 2011: Cross-Country Pimpin’
- 2012: Worlds Greatest Wino
- 2012: Fuck Everybody
- 2012: Afro-D-Z-Acc
- 2012: Dope Dealer Ditties
- 2013: Pot Head Pimp
- 2013: Parking Lot Platinum Vol. III
- 2013: Palmdale Love
- 2013: Don’t Sell Your Dope
- 2013: Los Angeles

### EPs
- 2014: One Hit Wonder EP
- 2015: The N Word
- 2016: Santa Cuz
- 2023: Famous Player

### Singles
- 2001: Because I Got High
- 2002: Crazy Rap (US: ×3Dreifachplatin )
- 2008: Palmdale Pimp

## Auszeichnungen für Musikverkäufe
| Goldene Schallplatte - Frankreich - 2002: für die Single Because I Got High Platin-Schallplatte - Belgien - 2002: für die Single Because I Got High - Brasilien - 2009: für die Single Because I Got High - Dänemark - 2002: für die Single Because I Got High - Neuseeland - 2001: für die Single Because I Got High - 2024: für das Album The Good Times | 2× Platin-Schallplatte - Australien - 2001: für die Single Because I Got High - Neuseeland - 2023: für die Single Crazy Rap - Norwegen - 2002: für die Single Because I Got High |

Anmerkung: Auszeichnungen in Ländern aus den Charttabellen bzw. Chartboxen sind in ebendiesen zu finden.
| Land/RegionAuszeichnungen für Musikverkäufe (Land/Region, Auszeichnungen, Verkäufe, Quellen) | Gold     | Platin       | Verkäufe  | Quellen                           |
| -------------------------------------------------------------------------------------------- | -------- | ------------ | --------- | --------------------------------- |
| Australien (ARIA)                                                                            | —        | 2× Platin2   | 140.000   | aria.com.au                       |
| Belgien (BRMA)                                                                               | —        | Platin1      | 50.000    | ultratop.be                       |
| Brasilien (PMB)                                                                              | —        | Platin1      | 60.000    | pro-musicabr.org.br               |
| Dänemark (IFPI)                                                                              | —        | Platin1      | 20.000    | hitlisterne.dk                    |
| Deutschland (BVMI)                                                                           | —        | Platin1      | 500.000   | musikindustrie.de                 |
| Frankreich (SNEP)                                                                            | Gold1    | —            | 250.000   | snepmusique.com                   |
| Neuseeland (RMNZ)                                                                            | —        | 4× Platin4   | 85.000    | aotearoamusiccharts.co.nz NZ2 NZ3 |
| Norwegen (IFPI)                                                                              | —        | 2× Platin2   | 20.000    | ifpi.no                           |
| Österreich (IFPI)                                                                            | —        | Platin1      | 40.000    | ifpi.at                           |
| Schweiz (IFPI)                                                                               | Gold1    | —            | 20.000    | hitparade.ch                      |
| Vereinigte Staaten (RIAA)                                                                    | Gold1    | 5× Platin5   | 5.500.000 | riaa.com                          |
| Vereinigtes Königreich (BPI)                                                                 | Gold1    | Platin1      | 1.000.000 | bpi.co.uk                         |
| Insgesamt                                                                                    | 4× Gold4 | 19× Platin19 |           |                                   |

## Belege
1. ↑   Afroman, our #1 One Hit Wonder of the 00's auf Popdust.com
2. ↑  Katie Way: Afroman Got Raided by Cops, So He Put Them in His Music Video. In: Vice. 6. Januar 2023, abgerufen am 7. Januar 2023 (amerikanisches Englisch).
3. 1 2  Chartquellen: DE AT CH UK US
4. ↑  Platin für Because I Got High in Dänemark (Memento vom 10. Oktober 2010 im Internet Archive)

| Personendaten    | Personendaten                     |
| ---------------- | --------------------------------- |
| NAME             | Afroman                           |
| ALTERNATIVNAMEN  | Foreman, Joseph (wirklicher Name) |
| KURZBESCHREIBUNG | US-amerikanischer Rapper          |
| GEBURTSDATUM     | 28. Juli 1974                     |
| GEBURTSORT       | Palmdale, Kalifornien             |